# دهستان دوهزار
دوهزار (دوهْزار)، نام دهستانی است از توابع بخش کوهستان شهرستان تنکابن در استان مازندران ایران.
روستاهای موجود در این دهستان در دو بخش شرقی و غربی دهستان و دامنه ها تا پایه کوه پخش شده اند، در دامنه شرقی، سِرجه پِشته، کِلشُم، نَرس، هالوکَله، اِسِل مَحَله که امروز آن را عسل محله میخوانند وجود دارند، در بخش مرکزی، توبُن، پایین اشتوج، بالا اشتوج، امامزاده قاسم و در بخش غربی، مِنکوه (میانکوه) که به بالا میانکوه و پایین میانکوه تقسیم شده، گلستان،‌بالاس، یاقدشت، بَرِسه ، اشکور محله و شانتاش که نسل جدید آن را شانه تراش میخوانند وجود دارد.
در گذشته شغل اکثر مردم این منطقه کشاورزی (گندم) و دامداری (گاو و گوسفند) بوده است. اما امروزه تا قبل از 1380 هجری شمسی کشاورزی کاملا از رونق افتاد، زمین های گندم یا بایر ماندند و یا تبدیل به باغ فندق و گردو شدند و یا در نهایت به غیر بومی ها فروخته شدند. با افزایش جمعیت ، روستاییان به شهر رفته، آنها که ماندند به دامداری و نهایتا کارهای ساختمانی پرداختند. امروزه اکثر ساختمان ها مربوط به غیر بومی ها بوده است.

## جمعیت
براساس سرشماری مرکز آمار ایران در سال ۱۳۹۵ جمعیت آن ۲٫۳۲۶ نفر (۸۸۳ خانوار) بوده است.